# Olympische Sommerspiele 1976/Teilnehmer (Nordkorea)
| Gelbes Symbol für Goldmedaillen mit stilisierten Olympischen Ringen | Graues Symbol für Silbermedaillen mit stilisierten Olympischen Ringen | Braundes Symbol für Bronzemedaillen mit stilisierten Olympischen Ringen |
| ------------------------------------------------------------------- | --------------------------------------------------------------------- | ----------------------------------------------------------------------- |
| 1                                                                   | 1                                                                     | —                                                                       |

Nordkorea nahm an den Olympischen Sommerspielen 1976 in Montreal mit einer Delegation von 38 Athleten (36 Männer und 2 Frauen) an 21 Wettkämpfen in acht Sportarten teil.
Die nordkoreanischen Athleten gewannen je eine Gold- und eine Silbermedaille im Boxen. Olympiasieger wurde Gu Yong-ju im Bantamgewicht, während sich Li Byong-uk Silber im Halbfliegengewicht sicherte.

## Teilnehmer nach Sportarten

### Bogenschießen
Frauen
- Jang Sun-yong
Einzel: 4. Platz

- Han Sun-hi
Einzel: 10. Platz

### Boxen
- Li Byong-uk
Halbfliegengewicht: Silber

- Jong Jo-ung
Fliegengewicht: im Viertelfinale ausgeschieden

- Gu Yong-ju
Bantamgewicht: Gold

### Fußball
- im Viertelfinale ausgeschieden
An Gil-wan
An Se-uk
Cha Jong-sok
Hong Song-nam
Jin In-chol
Kim Gwang-sok
Kim Il-nam
Kim Jong-min
Kim Mu-gil
Li Hi-yon
Ma Jong-u
Myong Dong-chan
Pak Jong-hun
Pak Kyong-won
Yang Song-guk

### Gewichtheben
- Im Jae-ho
Fliegengewicht: 10. Platz

- Han Gyong-si
Bantamgewicht: Wettkampf nicht beendet

- Om Jong-guk
Federgewicht: 8. Platz

### Judo
- Jong In-chol
Mittelgewicht: 9. Platz

- An Ung-nam
Halbschwergewicht: 7. Platz

- Pak Jong-gil
Schwergewicht: 9. Platz
Offene Klasse: 7. Platz

### Leichtathletik
Männer
- Chang Sop-choe
Marathon: 12. Platz

- Kim Chang-son
Marathon: 44. Platz

- Koh Chun-son
Marathon: 52. Platz

### Ringen
- Li Yong-nam
Halbfliegengewicht, Freistil: 6. Platz

- Li Bong-sun
Fliegengewicht, Freistil: 7. Platz

- Li Ho-pyong
Bantamgewicht, Freistil: in der 4. Runde ausschieden

### Schießen
- So Gil-san
Schnellfeuerpistole 25 m: 15. Platz

- Yun Chang-ho
Schnellfeuerpistole 25 m: 30. Platz

- Li Ho-jun
Kleinkalibergewehr Dreistellungskampf 50 m: 6. Platz

- Kim Gyong-ho
Kleinkalibergewehr Dreistellungskampf 50 m: 39. Platz
Kleinkalibergewehr liegend 50 m: 64. Platz

- Li Man-gu
Laufende Scheibe 50 m: 15. Platz

- Lu Un-hwa
Skeet: 62. Platz